# Демидов Віктор Митрофанович
Ві́ктор Митрофа́нович Деми́дов (нар. 19 липня 1921, село Хитрово, тепер Інсарського району Республіки Мордовії, Російська Федерація — 2012, місто Київ) — український радянський компартійний діяч, 2-й секретар Чернігівського обкому КПУ. Депутат Верховної Ради УРСР 7—8-го скликань.

## Біографія
Народився у бідній селянській родині. У 1939 році закінчив педагогічне училище. З 1939 по 1940 рік працював учителем.
З жовтня 1940 року — у Червоній армії. Учасник німецько-радянської війни у 1942—1943 роках: служив кулеметником 88-го стрілецького полку 33-ї стрілецької дивізії, 6-ї гвардійської повітряно-десантної бригади. Був двічі важко поранений, лікувався в госпіталях. У грудні 1944 року закінчив 2-е Бердичівське піхотне училище по 1-му розряду і був висунутий на посаду комсомольського організатора батальйону курсантів 2-го Бердичівського піхотного училища.
Член ВКП(б) з 1944 року.
З 1946 року працював завідувачем лекторської групи, секретарем Чернігівського обласного комітету ЛКСМУ.
У 1949 році закінчив Чернігівський учительський інститут.
У 1950—1959 роках — секретар, 2-й секретар, 1-й секретар Яблунівського районного комітету КПУ Чернігівської області. У 1955 році закінчив заочно Вищу партійну школу при ЦК КПРС у Москві.
У 1959—1960 роках — 1-й секретар Ічнянського районного комітету КПУ Чернігівської області.
У квітні 1960 — січні 1963 року — секретар Чернігівського обласного комітету КПУ.
У січні 1963 — грудні 1964 року — 2-й секретар Чернігівського сільського обласного комітету КПУ.
У грудні 1964 — 1973 року — 2-й секретар Чернігівського обласного комітету КПУ.
У грудні 1973 — серпні 1979 року — заступник міністра соціального забезпечення Української РСР.
20 листопада 1979 — 15 березня 1986 року — начальник відділу кадрів Київського державного університету імені Тараса Шевченка.
З 1986 року — на пенсії у місті Києві. Помер у серпні 2012 року.

## Звання
- молодший лейтенант

## Нагороди
- два ордени Трудового Червоного Прапора (26.02.1958,)
- орден Вітчизняної війни 1-го ступеня (6.04.1985)
- орден Червоної Зірки (6.11.1947)
- ордени
- медалі